# Vytautas Stašinskas
Vytautas „Vyka“ Stašinskas (* 5. Junijul. / 18. Juni 1906greg. in Kaunas; † 15. Juli 1967 in Boston) war ein litauischer Fußballtorhüter und Diplomat.

## Leben
Vytautas Stašinskas wurde als Sohn von Vladas Stašinskas (1874–1944) und Ona Duobaitėin (1885–1963) in Kaunas geboren, als dieses im Gouvernement Kowno zum Russischen Kaiserreich gehörte. Er wuchs mit einer jüngeren und einer älteren Schwester auf und besuchte das Aušros-Gymnasium in seiner Heimatstadt. Er war in der ersten litauischen Pfadfindergruppe aktiv und nahm an sportlichen Aktivitäten teil, darunter Fußball, Basketball, Baseball und Leichtathletik.
Seit 1925 gehörte er der Fußballmannschaft des LFLS Kaunas an. 1927 wurde der als Torhüter spielende Stašinskas mit dem Verein Landesmeister, bevor er 1928 zum FK Tauras Kaunas wechselte, wo er einer der Gründungsmitglieder war. Seit 1925 wurde er auch in der Litauischen Fußballnationalmannschaft eingesetzt, für die er bis 1928 vier Länderspiele absolvierte, darunter eines während des Baltic Cup 1928. Er galt als einer der besten Torhüter des Landes in der Zwischenkriegszeit und war bei den Fans unter dem Spitznamen „Vyka“ bekannt.
Im Jahr 1931 diente Stašinskas in den Litauischen Streitkräften. Später studierte er an der Juristischen Fakultät der Vytautas-Magnus-Universität in Kaunas und machte 1934 seinen Abschluss. Noch während des Studiums war er ab 1932 im Außenministerium der Republik Litauen tätig. Im Jahr 1935 wurde Stašinskas vom Ministerium für auswärtige Angelegenheiten zum Konsulatssekretär an der Litauischen Botschaft in Brüssel ernannt. Danach übernahm er die Tätigkeit als Attaché. Zwischen 1938 und 1939 war Stašinskas zeitweiliger Treuhänder in Belgien, als er ein litauisch-belgisches Handelsabkommen vorbereitete. 1939 folgte die Ernennung zum Attaché des litauischen Generalkonsulats in New York City. Im Jahr 1941 wurde er Vizekonsul und war ab 1964 selbst Generalkonsul.
Stašinskas wurde am 3. Juli 1967 aus seiner Sommerresidenz auf Cape Cod in ein Krankenhaus nach Boston gebracht, in dem er zwei Wochen später im Alter von 61 Jahren verstarb. Ein Jahr zuvor war bereits seine Frau Aldona (1906–1959) im Alter von 53 Jahren verstorben. Das Ehepaar hinterließ keine Kinder. Er wurde auf dem Calvary Cemetery im New Yorker Stadtteil Queens bestattet.